# Alepocephalus australis
Alepocephalus australis är en fiskart som beskrevs av Barnard 1923. Alepocephalus australis ingår i släktet Alepocephalus och familjen Alepocephalidae. Inga underarter finns listade i Catalogue of Life.

## Bildgalleri

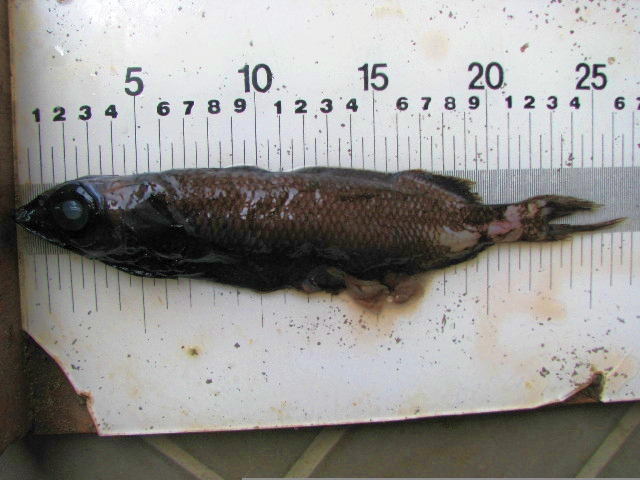